# Kirill Trus
Кирилл Трус
Kirill Ivanovitch Trus (Trusov) (russe : Кирилл Иванович Трусов ou Трус, en biélorusse : Кірыл Іванавіч Трусаў) est un ouvrier et partisan soviétique né en 1900, mort assassiné par la Wehrmacht et les troupes auxiliaires lituaniennes (12e bataillon) à Minsk, Biélorussie, le 26 octobre 1941.

## Biographie
Il est né 1900 à Baryssaw (russe : Borissov), une ville située à 90 kilomètres au nord-est de Minsk, d'après le dictionnaire de la Bibliothèque nationale de Biélorussie, qui dérive cette information du court-métrage documentaire Boumerang. Kirill Trusov est ouvrier à l'usine de réparation de voitures de train Myasnikov, à Minsk. Il participe à la Première Guerre mondiale, dont il revient blessé par des éclats d'obus. Il est reconnu comme un héros de guerre. Au moment de sa mort, il était marié à Aleksandra Vladimirovna Trusova. Parmi leurs quatre enfants, on connait l'identité d'un fils, Ernst, âgé de 4 ans au moment de son exécution (qui témoigna par un discours à la commémoration du 26 octobre 2001 à l'usine de levures), ainsi qu'une fille, Anna Trusova, âgée de 15 ans en 1941. 

## Activité clandestine
Au moment de l'invasion de la Biélorussie et de l'établissement du Reichskommissariat Ostland le 22 juin 1941, Kirill Trus, patriote et déterminé, se présente au bureau d’enrôlement de l'Armée Rouge à Minsk. Il est refusé au motif de ses blessures de guerre. Après avoir essuyé ce refus, il se promet de combattre les fascistes jusqu'au dernier souffle et entre dans la clandestinité. On sait peu de choses précises sur Trus, mais il a tenu deux rôles distincts.
En premier lieu, Kirill Trus était débrouillard et il avait assemblé de lui-même un poste de radio à partir d'éléments épars rassemblés dans le grenier de sa maison de Minsk (cette maison a été visitée en 1968 et photographiée par Lev Arkadiev et Ada Dikhtyar). De la sorte, il captait les bulletins du SovInformburo, l'agence d'information d'état soviétique, qui permettait d'avoir des nouvelles crédibles du Front de l'Est. Avec l'aide de Macha Brouskina, qui transportait des fontes de typographie et du matériel d'imprimerie, il réalisait des bulletins d'information destinés à contrer la propagande de l'occupant nazi.
Son autre rôle connu était d'aider les soldats de l'Armée Rouge blessés et retenus prisonniers dans les locaux de l'Institut Polytechnique de Minsk, en organisant des livraisons clandestines de vêtements et de faux passeports. Il est pour cela aidé dans son action de coordination du groupe de partisans par Olga Fedorovna Chtcherbatsevitch, une employée de l'hôpital N°3 de Minsk. De cette manière, à l'été 1941, le groupe Trus-Chtcherbatsevitch évacue 48 prisonniers soviétiques. Ces soldats sont non seulement exfiltrés, mais aussi conduits vers la ligne de front pour combattre, pour les plus téméraires.

## Arrestation et exécution
Après s'être liés au prisonnier Boris Roudzyanko, officier de l'Armée Rouge qui intègre leur cellule de partisans, ils sont trahis par ce dernier au début du mois d'octobre 1941. Tout au long du conflit, le nom de Roudzyanko revient à de multiples reprises (on lui doit un grand nombre de Juifs dénoncés et assassinés à Maly Trostenets, par la suite) : sa capacité à changer de camp (forces alliés- forces de l'axe) et son opportunisme en font un personnage à part. Ainsi, le 14 octobre 1941, un groupe de 12 partisans est capturé à Minsk et ses environs. Kirill Trus est capturé directement à l'usine Myasnikov, alors qu'il travaillait.
Il est incarcéré du 14 au 26 octobre 1941 dans la prison du Château Pichtchalovski (rue Volodarski), affamé et torturé. Selon sa fille Anna Trousova, il avait réclamé par une lettre de quoi se couvrir (un manteau), car il dormait sur du ciment mouillé en chemise. Le paquet envoyé par Anna et Aleksandra Trousova ne lui parviendra jamais. Kirill Trus sera pendu vêtu d'une simple chemise à carreaux (qui permit à sa fille Anna de le reconnaître immédiatement parmi les victimes) et d'un gilet sans manches.
Il est exécuté en milieu de journée à la poutre centrale du portail de l'usine de levure de Minsk, après autorisation du commandement militaire nazi. Il est pendu par un officier de la 707e division d'infanterie sous le commandement de Gustav Freiherr von Bechtolsheim (de) et du 2e « Schutzmannschaft Battalion » de troupes auxiliaires lituaniennes sous le commandement du major Antanas Impulevičius. 

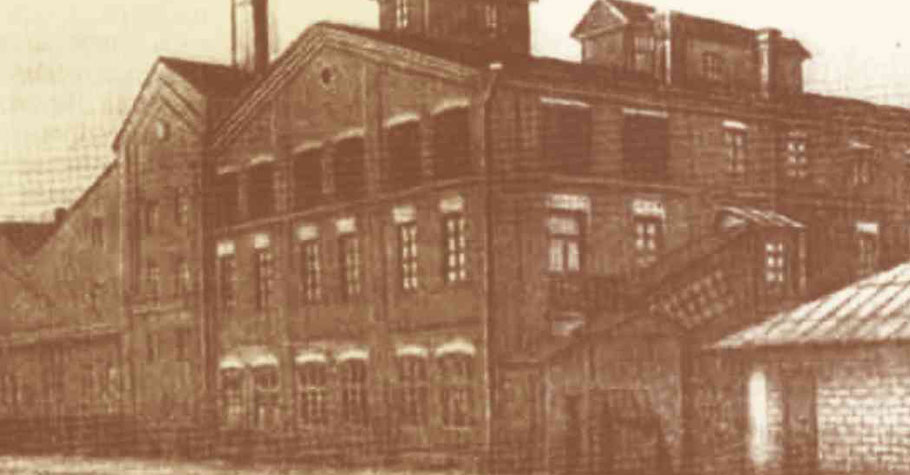
Usine de levures de Minsk (Дрожжевой завод) : le portail de bois ayant servi de potence se trouve sur la droite.

Sur les photographies de l'exécution, Kirill Trus est pendu en dernier, après Macha Brouskina (17 ans) et Volodia Chtcherbatsevitch (14 ans). Son visage émacié et son regard, à l'inverse de ses compagnons suppliciés, témoigne d'une angoisse et d'un effroi. Les trois corps sont laissés pendus trois jours afin de terroriser la population biélorusse. Sa fille Anna est témoin du décrochage des corps, au soir du troisième jour, par un soldat allemand, qui après avoir coupé les cordes, embarqua les dépouilles dans une voiture.

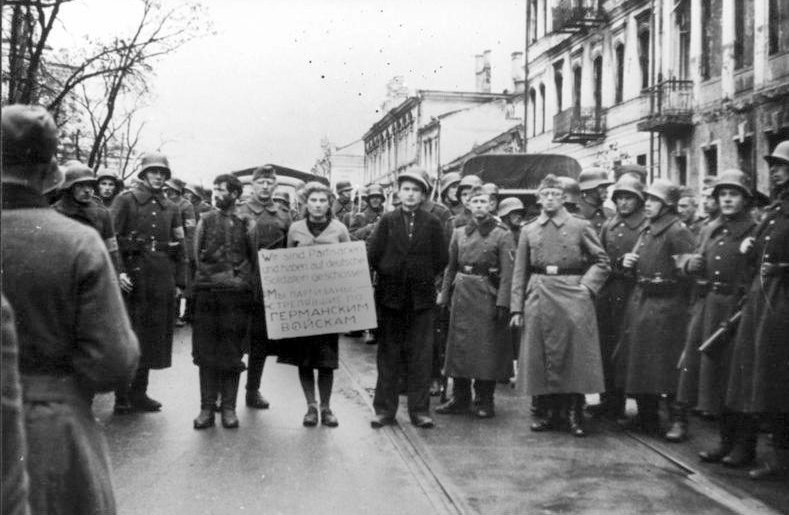
Kirill Trus et ses camarades conduits vers le lieu de leur supplice.
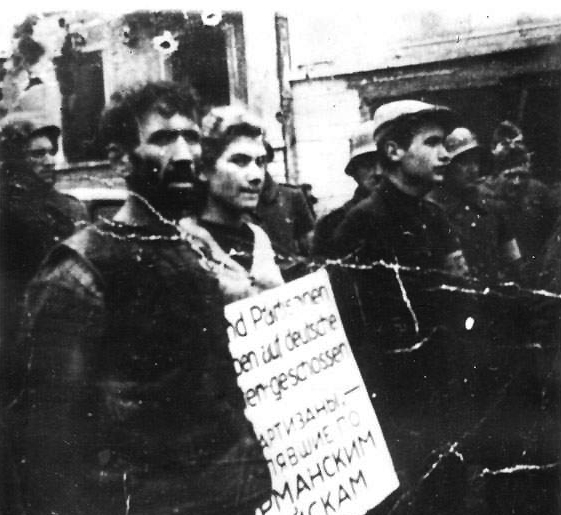
L'ancien combattant Kirill Trus (environ 45 ans, barbu), Mache Brouskina (17 ans), Volodia Chtcherbatsevitch (16 ans, casquette blanche).
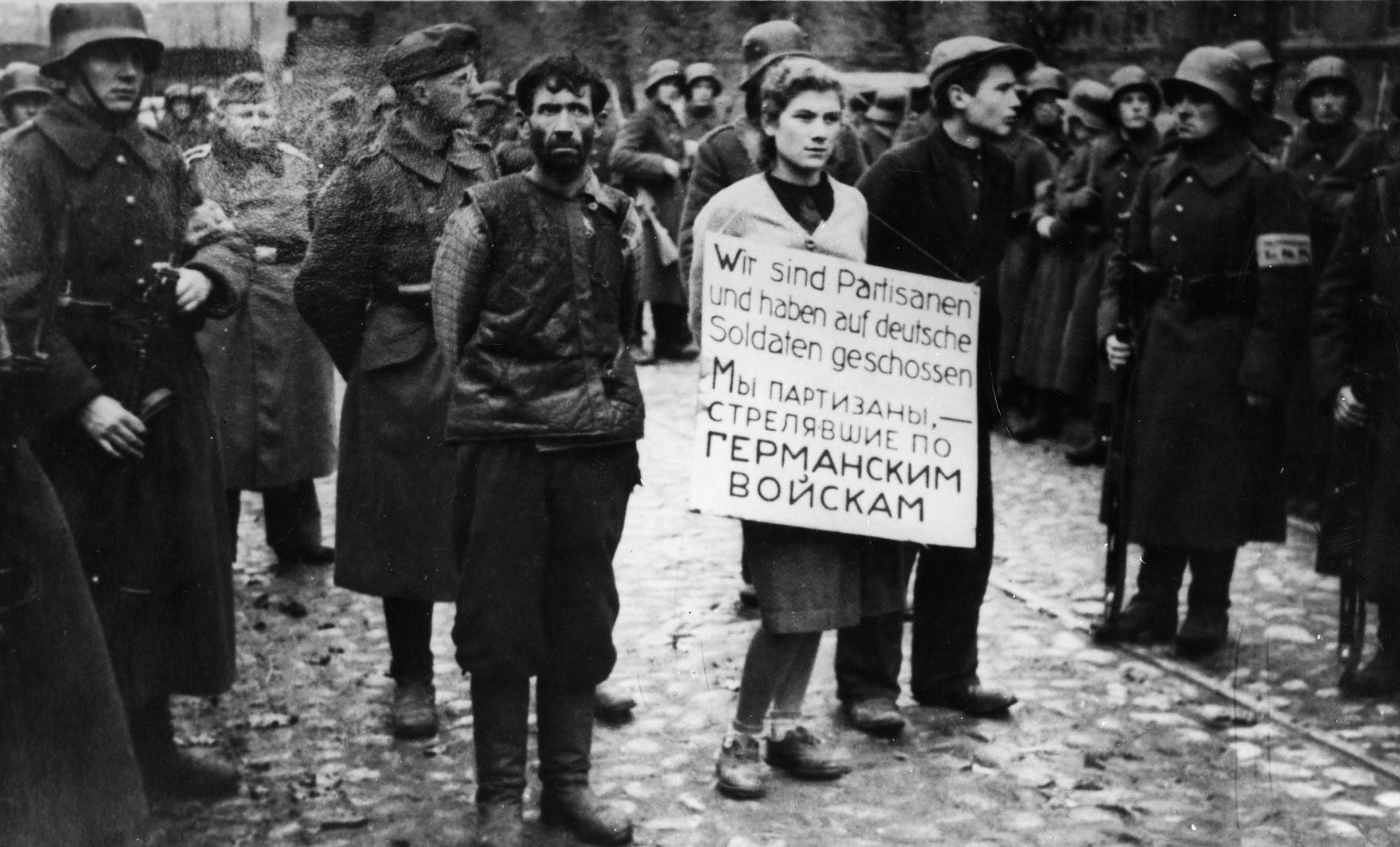
« Nous sommes des partisans et avons tiré sur des soldats allemands ».
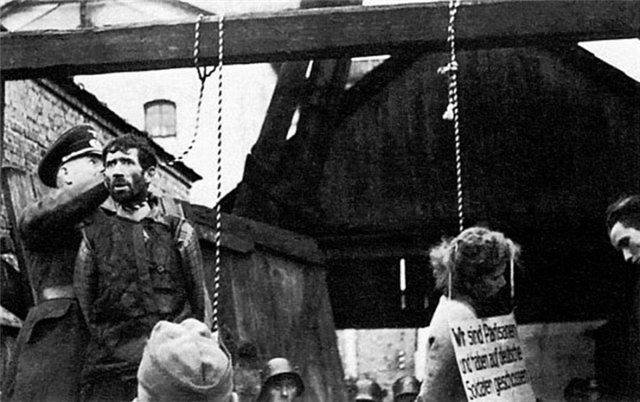
Pendaison de Kirill Trus.
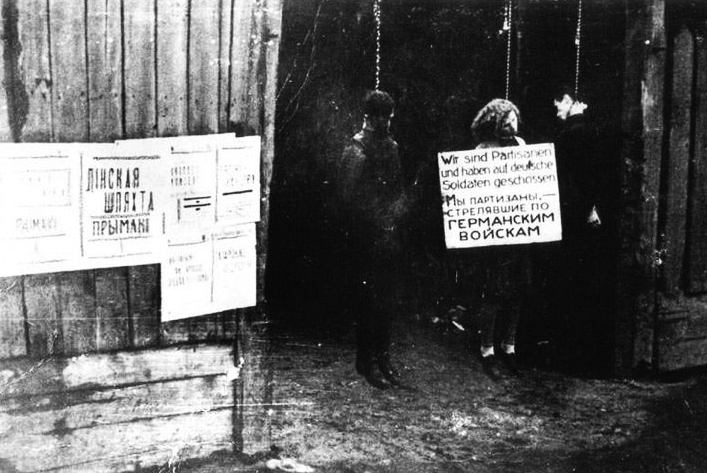
Corps pendus de Kirill Trus, Macha Brouskina et Volodia Chtcherbatsevitch

## Identification
Après la fin de la Grande Guerre patriotique, les photographies de l'exécution sont très rapidement présentées au Musée de la Grand Guerre Patriotique de Minsk. Aleksandra V. Trusova reconnaît immédiatement son époux, ainsi dès 1945 l'identité de Kirill Trus est établie, tout comme celle de Volodia Chtcherbatsevitch. Seule Macha Brouskina, identifiée par le pouvoir comme étant une victime juive, est laissée dans l'anonymat. Pourtant A. V. Trusova est un des personnages clés qui permirent l'identification des trois partisans, quand elle déclara, par écrit, en 1968 à Lev Arkadiev et Ada Dikhtyar :
Moi, Trusova Aleksandra Vladimirovna, je confirme que sur la photo où mon mari Trusov Kirill Ivanovich apparaît avant l'exécution, se trouve aussi une fille avec un panneau en contreplaqué et un adolescent à proximité. Je sais que la jeune fille venait souvent dans notre appartement et qu'elle apportait des fontes et une sorte de rouleau. Je suppose qu'il s'agissait de vêtements. Mon mari l'appelait Maria. Mon mari lui indiquait où et comment cacher les armes. A.V. Trusova le 3/1/1968. («Я, Трусова Александра Владимировна, подтверждаю, что на фотографии, где перед казнью изображен мой муж Трусов Кирилл Иванович, есть на фото также девушка с фанерным щитом и рядом подросток. Мне известно, что девушка часто бывала у нас на квартире, приносила шрифт и какой-то сверток. Предполагаю, что одежду. Муж называл ее Марией. Муж инструктировал ее, где и как прятать оружие. Трусова А.В. 3.1.1968 г.».).

## Hommages
Une stèle de commémoration a été installée devant l'entrée de l'usine de levures, où eut lieu l'exécution. Kirill Trus est représenté à droite de Macha Brouskina, tenant le canon d'un fusil, tel que le jour de son exécution, très amaigri et barbu. Volodia Chtcherbatsevitch se tient à gauche, sous la crosse du fusil, coiffé de la casquette qu'il portait au moment de sa mort. Jusqu'à l'année 2008, seuls Trus et Chtcherbatsevitch son mentionnés, Macha Brouskina étant désignée comme « jeune femme, dont le nom est inconnu ». 
Son fils Ernst Trusov fait un discours lors de la  commémoration du 26 octobre 2001. Ernst Trusov était âgé de seulement 4 ans quand son père a été assassiné. Il est également présent à l'inauguration de la nouvelle stèle commémorative, en juillet 2009, où apparaît enfin le nom de M.B. Brouskina (Maria Borisovna Brouskina) : 
Il est atrocement difficile de se plonger dans l'époque où les nazis ont exécuté mon mon père. Je n'avais que quatre ans à l'époque. Malheureusement, je ne me souviens pas de mon père. Il me reste quelques souvenirs : les premiers bombardements, le verre qui s'échappe des fenêtres, la grande salle de la Gestapo, la fouille de la maison après l'arrestation de mon père, les nazis frappant ma mère dans le dos... Ma mère est restée seule dans la ville occupée avec des enfants en bas âge dans les bras. Nous voyions le froid et la faim, nous étions constamment angoissés. (« Мучительно тяжело погружаться в то время, когда фашисты казнили моего отца. Мне тогда было всего четыре года. Отца я, к сожалению, не помню. Остались отрывочные воспоминания: первые бомбежки, вылетающие из окон стекла, большая комната в гестапо, обыск в доме после ареста отца, гитлеровцы, которые били мать по спине... Мама осталась одна в оккупированном городе с маленькими детьми на руках. Мы видели холод и голод, постоянно ощущали состояние тревоги. ») 

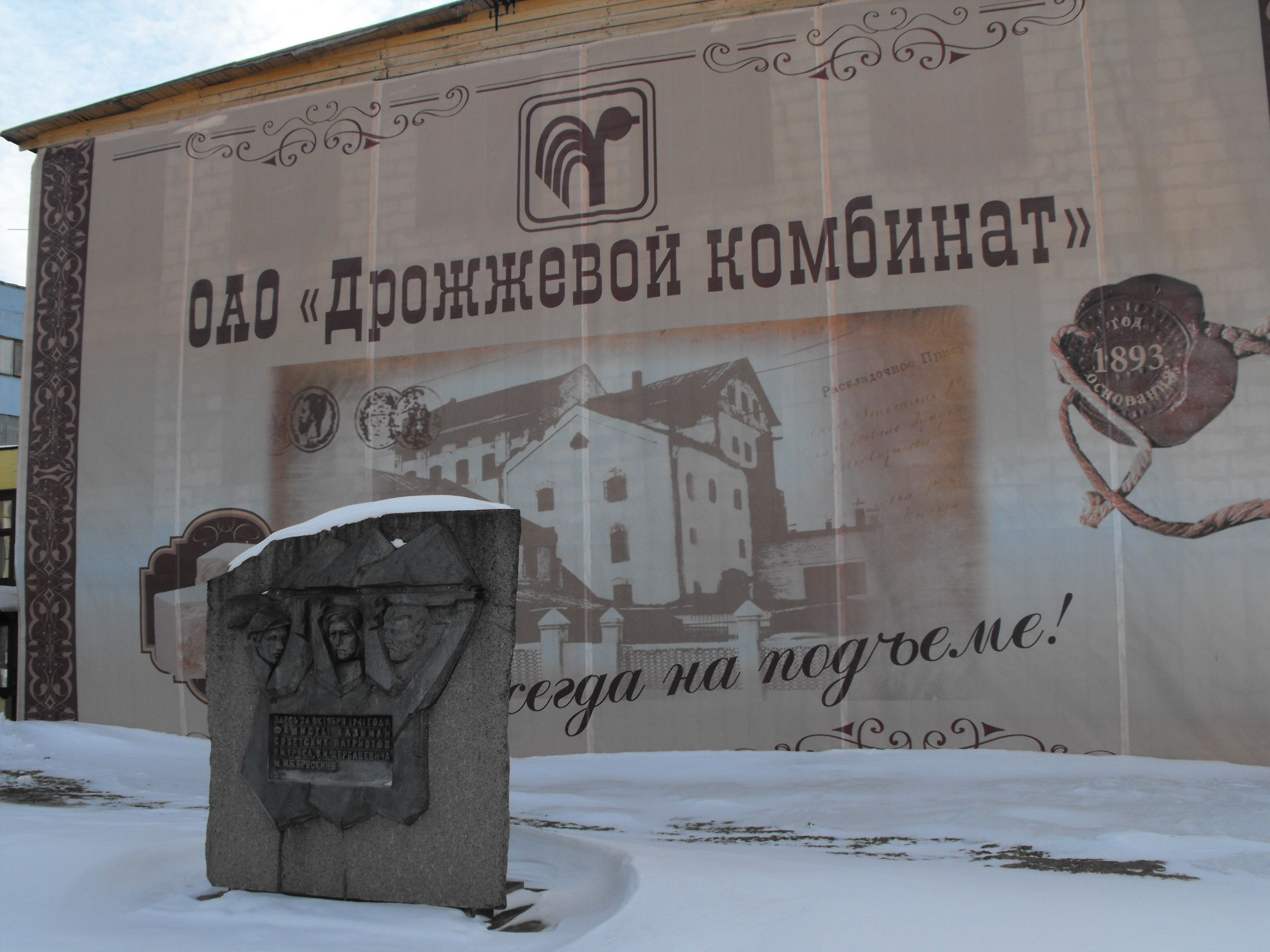
Stèle commémorative rue Oktyabrskaya (à l'époque, Vorochilova)

## Films
- Le réalisateur soviétique Mikhaïl Romm inclut dans son film de 1965 Fascisme ordinaire (Обыкновенный фашизм) des images de l'exécution[7].
- Vitaliy Tchetverikov réalise en 1968 Exécutés en quarante et un (Казнён в сорок первом), qui réunit des témoins rencontrés au cours de l'année 1967, au micro du journaliste Viatcheslav Morozov. On y retrouve des proches et des voisins des Chtcherbatsevitch, mais aussi un entretien avec Anna Trusova, fille de Kirill Trus, ainsi que sa veuve Aleksandra.
- Anatoly Alaï produit en 2018 le documentaire Boomerang (BelarusFilm)[8]. Le film retrace les grandes étapes du travail de mémoire lié à l'exécution de 1941. Anatoly Alaï reçoit un prix pour ce film lors du 17e Festival international du film pour enfants, « Pour la création de l'un des films les plus impressionnants sur la Grande Guerre patriotique ».